# Tanorus otiosus
Tanorus otiosus är en nattsländeart som beskrevs av Schmid 1989. Tanorus otiosus ingår i släktet Tanorus och familjen Hydrobiosidae. Inga underarter finns listade i Catalogue of Life.